# Église de Salla
L'église de Salla (en finnois : Sallan kirkko) est une église évangélique-luthérienne située à Salla en Finlande. 

## Présentation
La direction des musées de Finlande a classé l'église parmi les Sites culturels construits d'intérêt national

## Galerie

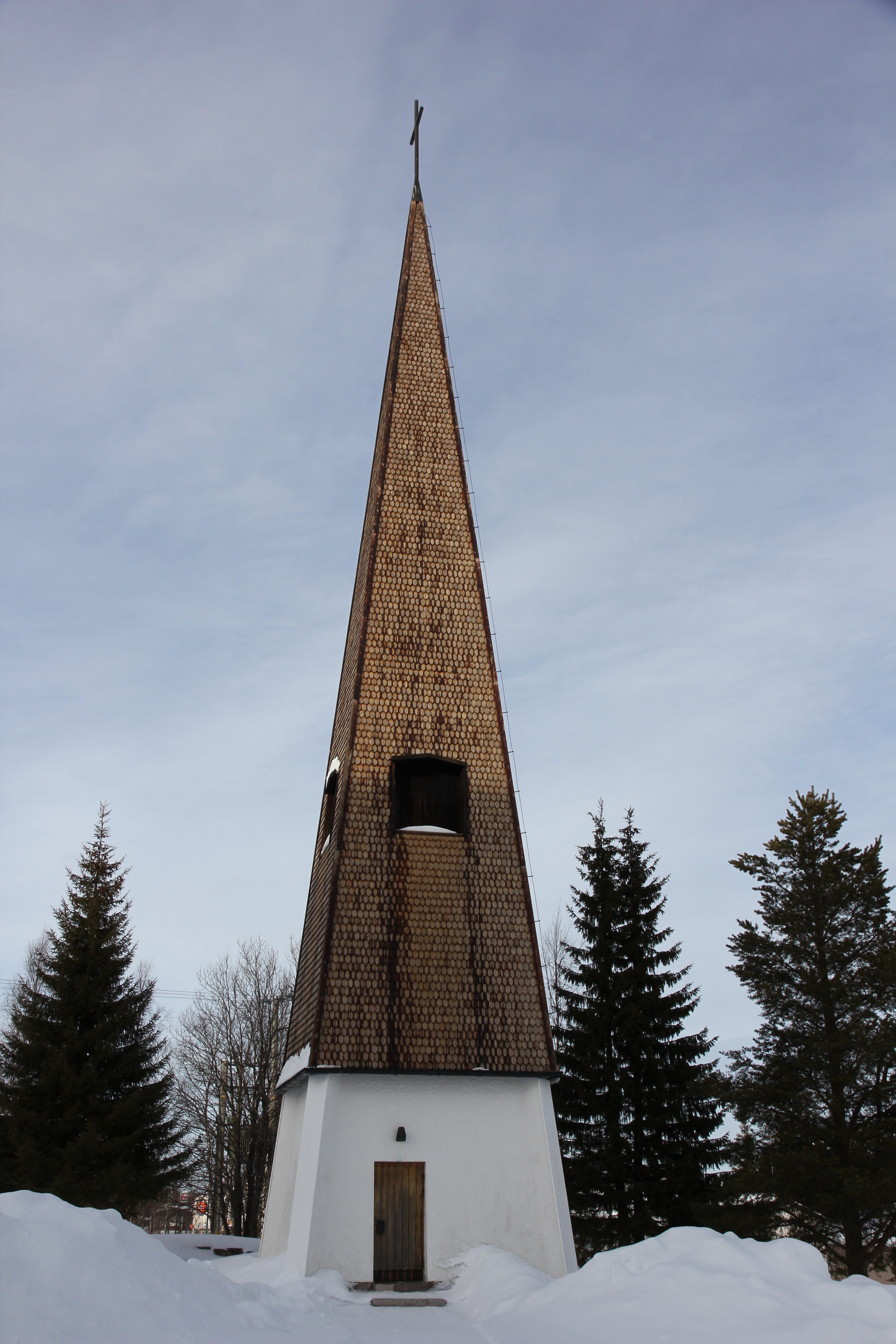
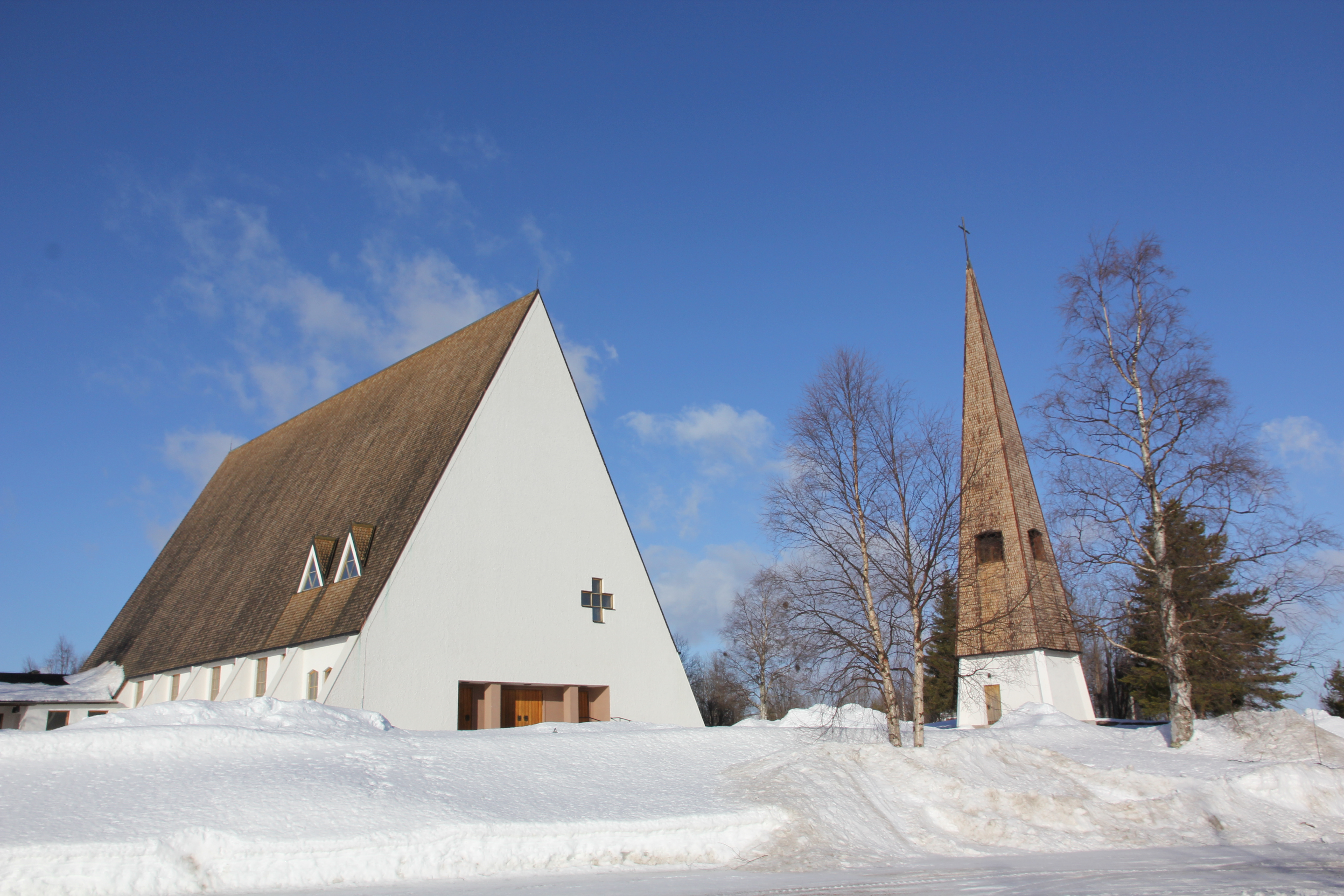
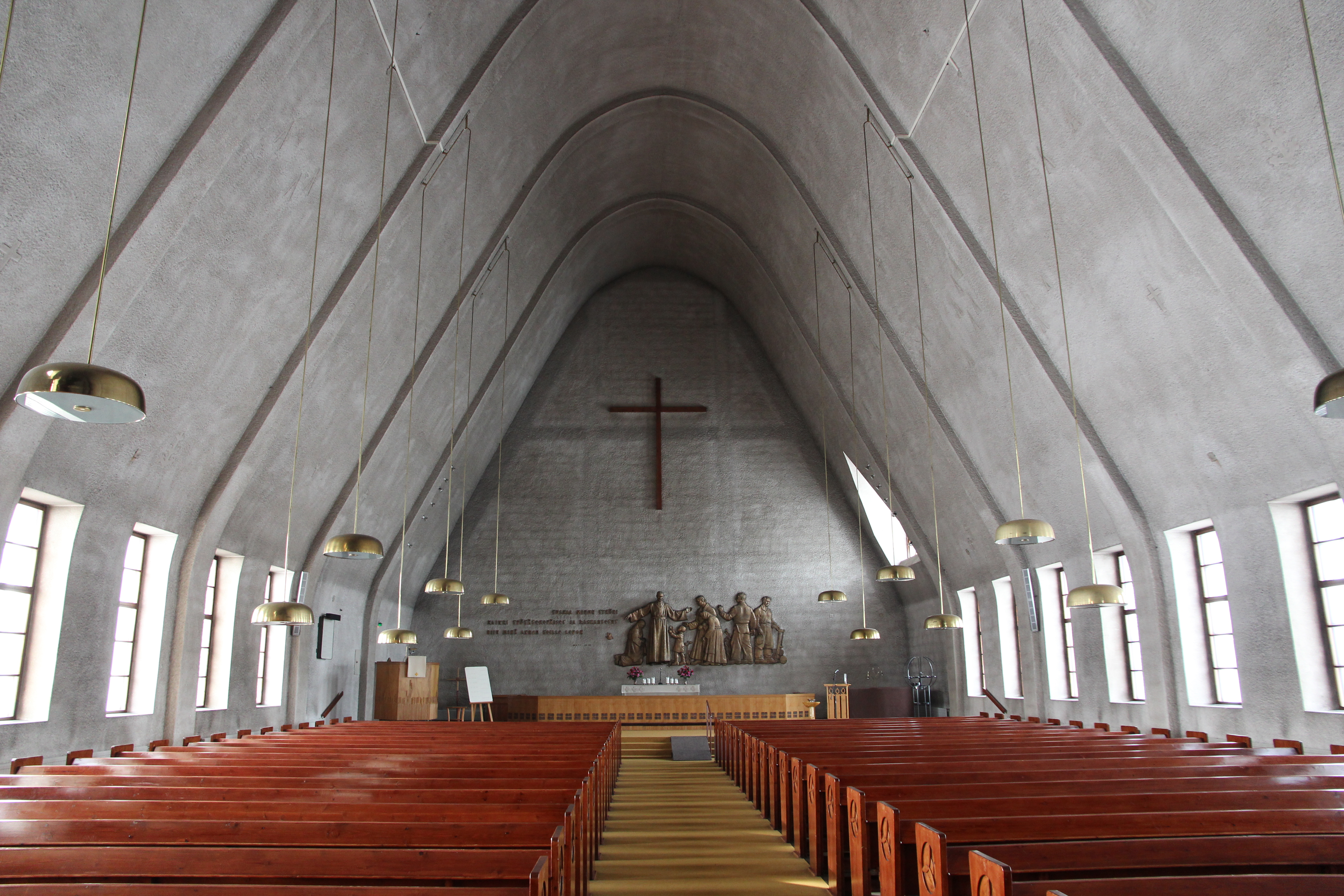